# Canama rutila
Canama rutila är en spindelart som beskrevs av George William Peckham och Elizabeth Maria Gifford Peckham 1907. Canama rutila ingår i släktet Canama och familjen hoppspindlar. Inga underarter finns listade.